# Сделка с обменом акциями
Сделка с обменом акциями (акционный своп) — приобретение (поглощение) бизнеса, в ходе которого приобретающая компания использует свои собственные акции, чтобы заплатить за приобретаемую компанию. Каждый акционер новоприобретенной компании получает определенное количество акций компании-покупателя в обмен на акции, которыми они владели в приобретенной компании. Иногда некоторые акционеры должны ждать оговоренное время перед тем, как им разрешится продавать свои новые акции.
Кроме того, это способ осуществления опциона на акции, где акции, которыми уже владеет держатель, используются для покупки новых акций по цене исполнения. Это одна из стратегий «ядовитой пилюли», применяемая для избегания враждебного поглощения другой компанией.
В мировой практике наиболее распространенными методами финансирования слияний являются оплата денежными средствами и обыкновенными акциями (до 80% сделок в развитых странах). В России финансирование исключительно обыкновенными акциями (то есть исключительно конвертация акций) встречается достаточно редко, так как лишь узкий круг компаний-покупателей может использовать свои акции в качестве оплаты слияний и поглощений. Так могут делать публичные компании, потому что акции непубличных компаний не являются ликвидным инструментом, и, как правило, сделки при поглощении ими других компаний финансируются другими способами.
Конвертация акций происходит если слияние происходит в виде слияния как такового (юридические лица прекращают существовать, создается новое юридическое лицо) или присоединения (одно юридическое лицо присоединяется к другому и прекращает существовать). Например, Компания № 2 присоединяется к Компании № 1, в этом случае акции Компании № 2 будут погашены и преобразованы, то есть конвертированы в акции Компании № 1 по принятому коэффициенту конвертации. При этом Компания № 1 размещает для этого дополнительное количество своих акций. Коэффициент конвертации акций рассчитывается на самом раннем этапе, закрепляется в договоре о присоединении или слиянии и утверждается общими собраниями акционеров всех компаний. В большинстве случаев коэффициент конвертации определяется как отношение рыночных стоимостей акций компаний, участвующих в реорганизации.